# Franz von Leistner
Franz Joseph Ritter von Leistner (* 1. Januar 1855 in Ansbach; † 24. Mai 1916) war ein deutscher Verwaltungsjurist und Politiker.

## Werdegang
Der liberale Politiker war von 1888 bis 1916 rechtskundiger Bürgermeister der Stadt Straubing. Vom 9. Januar 1900 bis 1904 war er Abgeordneter im Bayerischen Landtag. Von 29. September 1903 bis zu seinem Rücktritt am 28. Januar 1904 war er Vizepräsident der Kammer der Abgeordneten.
Seit dem Studium war er Mitglied der Studentenverbindung Akademischer Gesangverein München im SV.

## Ehrungen
Wegen seiner kommunalpolitischer Leistungen wurde er am 15. November 1912 zum Ehrenbürger der Stadt Straubing ernannt. Er wurde zum Königlichen Hofrat ernannt und war Träger des Verdienstordens vom Hl. Michael.